# Contea di Komárom-Esztergom
Komárom-Esztergom è una contea dell'Ungheria settentrionale al confine con la Slovacchia.
Confina con le altre contee di Győr-Moson-Sopron, Veszprém, Fejér e Pest; suo capoluogo è Tatabánya.

## Struttura della contea
La contea è la seconda dell'Ungheria in termini di densità di popolazione. Il 66% degli abitanti vive nelle città.

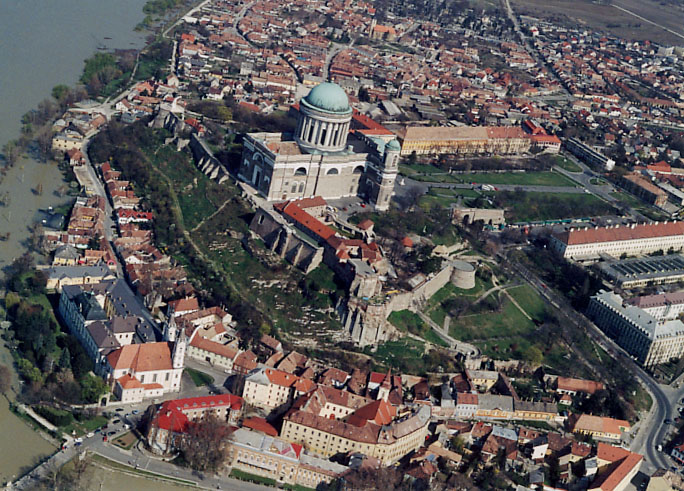
Foto aerea di Esztergom

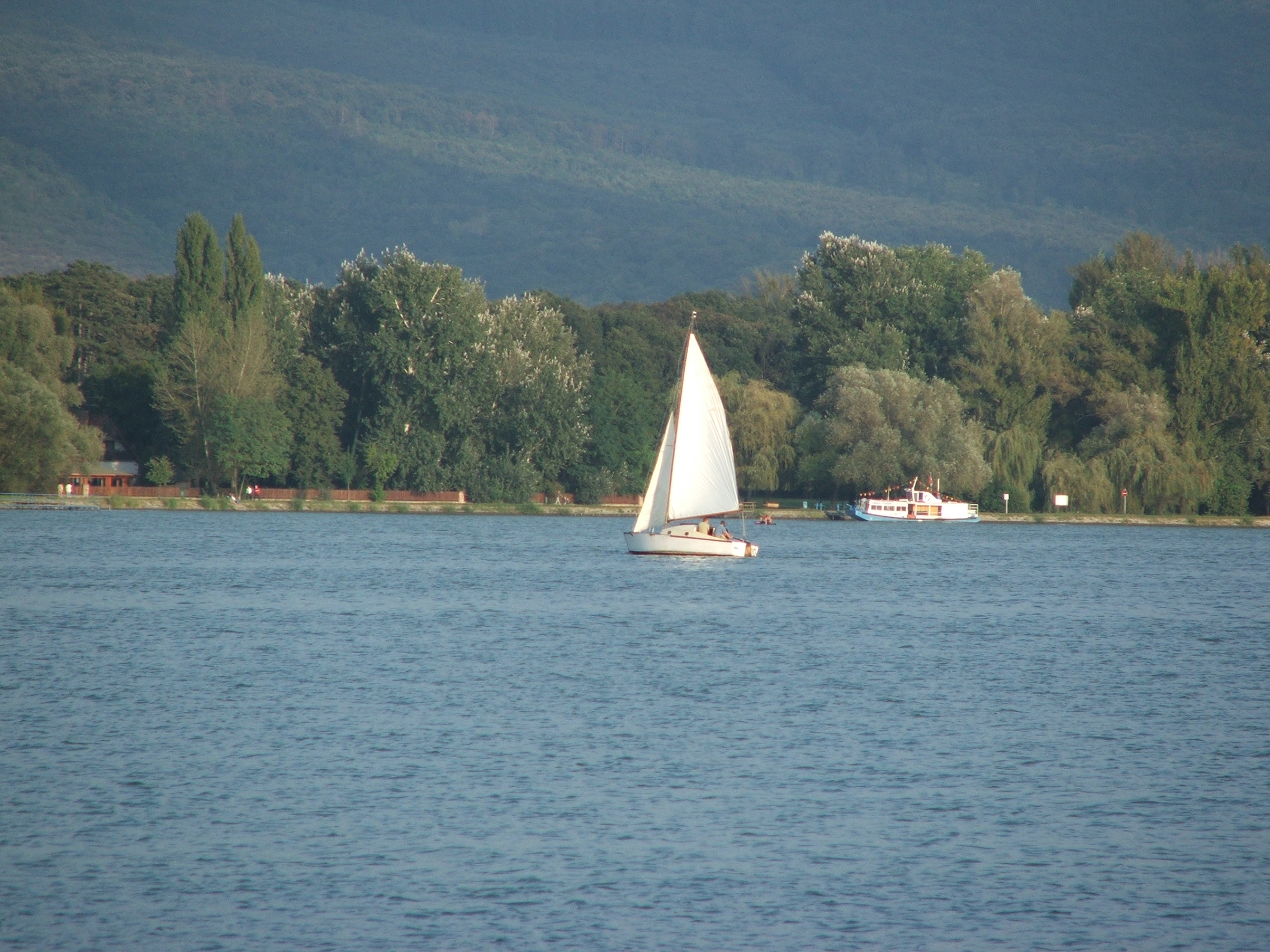
Lago di Öreg-tó

Città di rilevanza comitale
- Tatabánya (capoluogo)

 Città 
- Esztergom (30 523)
- Tata (24 272)
- Komárom (19 659)
- Oroszlány (19 449)
- Dorog (12 288)
- Nyergesújfalu (7556)
- Kisbér (5686)
- Lábatlan (5306)
- Bábolna (3831)

 Altri comuni 
- Ácsteszér
- Aka
- Almásfüzitő
- Annavölgy
- Ászár
- Baj
- Bajna
- Bajót
- Bakonybánk
- Bakonysárkány
- Bakonyszombathely
- Bana
- Bársonyos
- Bokod
- Császár
- Csatka
- Csém
- Csép
- Csolnok
- Dad
- Dág
- Dömös
- Dunaalmás
- Dunaszentmiklós
- Epöl
- Ete
- Gyermely
- Héreg
- Kecskéd
- Kerékteleki
- Kesztölc
- Kisigmánd
- Kocs
- Kömlőd
- Környe
- Leányvár
- Máriahalom
- Mocsa
- Mogyorósbánya
- Nagyigmánd
- Nagysáp
- Naszály
- Neszmély
- Piliscsév
- Pilismarót
- Réde
- Sárisáp
- Súr
- Süttő
- Szákszend
- Szárliget
- Szomód
- Szomor
- Tardos
- Tarján
- Tárkány
- Tát
- Tokod
- Tokodaltáró
- Úny
- Várgesztes
- Vérteskethely
- Vértessomló
- Vértesszőlős
- Vértestolna